# Mistrzostwa Świata w Futsalu 2004
5. Mistrzostwa Świata w Futsalu odbyły się na Tajwanie w dniach 21 listopada - 5 grudnia 2004 roku. Mistrzem po raz drugi została Hiszpania.
Hale:
- National Taiwan University w Tajpej
- Linkou Gymnasium w Linkou

## Zespoły
Afryka:  Egipt
Azja:  Australia,  Chińskie Tajpej,  Iran,  Japonia,  Tajlandia
Europa:  Czechy,  Ukraina,  Włochy,  Hiszpania,  Portugalia
Ameryka Północna:  Kuba,  USA
Ameryka Południowa:  Argentyna,  Brazylia,  Paragwaj

## Grupa A
Hiszpania
 Ukraina
 Egipt
 Chińskie Tajpej
21 listopada  0 - 12  National Taiwan University
Gehad Sayed (EGY) 7', Wael Abdel Mawla (EGY) 8', Wael Abdel Mawla (EGY) 13', Ayman Ibrahim (EGY) 17', M. Abdel Hakim Mohamed (EGY) 20', Gehad Sayed (EGY) 20', Ayman Ibrahim (EGY) 23', Tseng Tai-lin (TPE) 24' samobójczy, Khaled Mahmoud (EGY) 32', Mohamed Abdelhamid (EGY) 34', Wael Abdel Mawla (EGY) 35', Gehad Sayed (EGY) 39' karny
21 listopada  2 - 0  National Taiwan University
Marcelo (ESP) 5', Andreu (ESP) 9'
23 listopada  0 - 10  National Taiwan University
Alberto Cogorro (ESP) 6', Fran Serrejón (ESP) 13', Julio (ESP) 17', Javi Rodríguez (ESP) 22' karny, Javi Rodríguez (ESP) 25', Torras (ESP) 25', Javi Rodríguez (ESP) 30', Alberto Cogorro (ESP) 32', Marcelo (ESP) 37', Limones (ESP) 39'
23 listopada  4 - 5  National Taiwan University
Wael Abdel Mawla (EGY) 4', Wael Abdel Mawla (EGY) 18', Gehad Sayed (EGY) 21', Serhij Koridze (UKR) 26', Gehad Sayed (EGY) 29' samobójczy, Artem Kowaliow (UKR) 34', Ramis Mansurow (UKR) 35', Wael Abdel Mawla (EGY) 38', Serhij Koridze (UKR) 38'
25 listopada  7 - 2  National Taiwan University
Ramis Mansurow (UKR) 7', Serhij Koridze (UKR) 10', Ołeh Szajtanow (UKR) 14', Chen Chia-ho (TPE) 14', Ołeh Szajtanow (UKR) 18', Ramis Mansurow (UKR) 20', Chang Chien-ying (TPE) 25', Witalij Brunko (UKR) 38', Serhij Koridze (UKR) 38' karny
25 listopada  0 - 7  National Taiwan University
Marcelo (ESP) 3', Kike (ESP) 5', Andreu (ESP) 10', Alberto Cogorro (ESP) 13', Fran Serrejón (ESP) 16', Marcelo (ESP) 21', Andreu (ESP) 23'
| Zespół          | Pkt | M | W | R | P | Br+ | Br- | +/- |
| --------------- | --- | - | - | - | - | --- | --- | --- |
| Hiszpania       | 9   | 3 | 3 | 0 | 0 | 19  | 0   | +19 |
| Ukraina         | 6   | 3 | 2 | 0 | 1 | 12  | 8   | +4  |
| Egipt           | 3   | 3 | 1 | 0 | 2 | 16  | 12  | +4  |
| Chińskie Tajpej | 0   | 3 | 0 | 0 | 3 | 2   | 29  | -27 |

## Grupa B
Brazylia
 Czechy
 Tajlandia
 Australia
22 listopada  0 - 10  National Taiwan University
Falcão (BRA) 8', Schumacher (BRA) 12', Vander (BRA) 13', Simi (BRA) 18', Indio (BRA) 21', Falcão (BRA) 25', Fininho (BRA) 28', Indio (BRA) 30', Neto (BRA) 35', Neto (BRA) 39'
22 listopada  2 - 1  National Taiwan University
Prasert INNUI (THA) 15' karny, Jaroslav Kamenický (CZE) 34', Michal Mareš (CZE) 35'
24 listopada  0 - 5  National Taiwan University
Josef Havel (CZE) 15', Michal Mareš (CZE) 34', Martin Dlouhý (CZE) 35', Michal Mareš (CZE) 36', Michal Mareš (CZE) 39'
24 listopada  9 - 1  National Taiwan University
Schumacher (BRA) 3', Falcão (BRA) 16', Manoel Tobias (BRA) 24', Indio (BRA) 26', Indio (BRA) 30', Simi (BRA) 35', Falcão (BRA) 36', Lertchai ISSARASUWIPAKORN (THA) 37', Simi (BRA) 37', Simi (BRA) 39'
26 listopada  3 - 2  National Taiwan University
Anucha MUNJARERN (THA) 24', Adrian VIZZARI (AUS) 25', Pattaya PIEMKUM (THA) 37', Yutthana POLSAK (THA) 40' karny, Ben SINGLETON (AUS) 40'
26 listopada  4 - 1  National Taiwan University
Michal Mareš (CZE) 3', Indio (BRA) 15', Falcão (BRA) 20', Neto (BRA) 27', Vander (BRA) 38'
| Zespół    | Pkt | M | W | R | P | Br+ | Br- | +/- |
| --------- | --- | - | - | - | - | --- | --- | --- |
| Brazylia  | 9   | 3 | 3 | 0 | 0 | 23  | 2   | +21 |
| Czechy    | 6   | 3 | 2 | 0 | 1 | 8   | 5   | +3  |
| Tajlandia | 3   | 3 | 1 | 0 | 2 | 5   | 13  | -8  |
| Australia | 0   | 3 | 0 | 0 | 3 | 2   | 18  | -16 |

## Grupa C
Włochy
 USA
 Paragwaj
 Japonia
21 listopada  6 - 3  Linkou Gymnasium
Johnny Torres (USA) 11', Adriano Foglia (ITA) 13', Edgar Bertoni (ITA) 18', Todd DUSOSKY (USA) 26', GRANA (ITA) 27', Adriano Foglia (ITA) 28', Pat MORRIS (USA) 30', Pellegrini (ITA) 35', Edgar Bertoni (ITA) 39'
21 listopada  4 - 5  Linkou Gymnasium
Kenichiro Kogure (JPN) 8', René Villalba (PAR) 11', Yoshifumi Maeda (JPN) 17' karny, Rikarudo Higa (JPN) 17', Walter Villalba (PAR) 19', José Rotella (PAR) 31', Kenichiro Kogure (JPN) 34', Walter Villalba (PAR) 37', Oscar Velázquez (PAR) 38'
23 listopada  5 - 0  Linkou Gymnasium
Sandro Zanetti (ITA) 3', Andre Vicentini (ITA) 7', Montovaneli (ITA) 31', Fabiano (ITA) 33', Montovaneli (ITA) 40'
23 listopada  3 - 1  Linkou Gymnasium
Pat WHITE (USA) 8', Lee TSCHANTRET (USA) 33', Carlos Alberto Villalba (PAR) 37', Johnny Torres (USA) 38'
25 listopada  2 - 4  Linkou Gymnasium
Walter Villalba (PAR) 13', Sandro Zanetti (ITA) 17', Vinicius Bacaro (ITA) 20', Carlos Chilavert (PAR) 28', Morgado (ITA) 31', Sandro Zanetti (ITA) 36'
25 listopada  1 - 1  Linkou Gymnasium
Andy GUASTAFERRO (USA) 14', Kenichiro Kogure (JPN) 39'
| Zespół   | Pkt | M | W | R | P | Br+ | Br- | +/- |
| -------- | --- | - | - | - | - | --- | --- | --- |
| Włochy   | 9   | 3 | 3 | 0 | 0 | 15  | 5   | +10 |
| USA      | 4   | 3 | 1 | 1 | 1 | 7   | 8   | -1  |
| Paragwaj | 3   | 3 | 1 | 0 | 2 | 8   | 11  | -3  |
| Japonia  | 1   | 3 | 0 | 1 | 2 | 5   | 11  | -6  |

## Grupa D
Argentyna
 Portugalia
 Iran
 Kuba
22 listopada  0 - 4  Linkou Gymnasium
Luís Silva (POR) 10', Leo (POR) 14', Joel Queirós (POR) 27', Zezito (POR) 38'
22 listopada  0 - 3  Linkou Gymnasium
Hernán Garcías (ARG) 30', Leandro Planas (ARG) 32', Leandro Planas (ARG) 34'
24 listopada  8 - 3  Linkou Gymnasium
Vahid Shamsaee (IRN) 2', Mohammad Reza Heidarian (IRN) 8', Mohammad Reza Heidarian (IRN) 16', Kazem Mohammadi (IRN) 17', Pillin Guerra (CUB) 23', Boris Saname (CUB) 33', Mahmoud Lotfi (IRN) 35', Farhad Fakhim (IRN) 37', Vahid Shamsaee (IRN) 39', Vahid Shamsaee (IRN) 40', Mohammad Reza Heidarian (IRN) 40' samobójczy
24 listopada  0 - 1  Linkou Gymnasium
Esteban González (ARG) 19'
26 listopada  6 - 1  Linkou Gymnasium
Carlos Sánchez (ARG) 10' karny, Vahid Shamsaee (IRN) 16', Hernán Garcías (ARG) 33', Esteban González (ARG) 35', Fernando Wilhelm (ARG) 36' karny, Fernando Wilhelm (ARG) 36' karny, Fernando Wilhelm (ARG) 39' karny
26 listopada  5 - 0  Linkou Gymnasium
Joel Queirós (POR) 7', Ivan (POR) 11', Majo (POR) 26', Joel Queirós (POR) 31', André (POR) 39' karny
| Zespół     | Pkt | M | W | R | P | Br+ | Br- | +/- |
| ---------- | --- | - | - | - | - | --- | --- | --- |
| Argentyna  | 9   | 3 | 3 | 0 | 0 | 10  | 1   | +9  |
| Portugalia | 6   | 3 | 2 | 0 | 1 | 9   | 1   | +8  |
| Iran       | 3   | 3 | 1 | 0 | 2 | 9   | 13  | -4  |
| Kuba       | 0   | 3 | 0 | 0 | 3 | 3   | 16  | -13 |

## Grupa E
Włochy
 Hiszpania
 Portugalia
 Czechy
28 listopada  2 - 0  Linkou Gymnasium
Javi Rodríguez (ESP) 23', Javi Rodríguez (ESP) 32'
28 listopada  0 - 0  Linkou Gymnasium
29 listopada  2 - 3  Linkou Gymnasium
Javi Rodríguez (ESP) 1', Luis Amado (ESP) 8' samobójczy, Fabiano (ITA) 19', Orol (ESP) 20' samobójczy, Marcelo (ESP) 30'
29 listopada  4 - 8  Linkou Gymnasium
Joel Queirós (POR) 4', Vít Blažej (CZE) 7', Joel Queirós (POR) 10', Roman Musial (CZE) 14', Martin Dlouhý (CZE) 16', Ivan (POR) 20', André (POR) 22', Gonçalo (POR) 23', Leo (POR) 33', Gonçalo (POR) 34', Vít Blažej (CZE) 38', Joel Queirós (POR) 39' karny
1 grudnia  3 - 1  Linkou Gymnasium
Joel Queirós (POR) 6', Marcelo (ESP) 6', Fran Serrejón (ESP) 12', Marcelo (ESP) 30'
1 grudnia  0 - 3  Linkou Gymnasium
GRANA (ITA) 8', Edgar Bertoni (ITA) 12', Sandro Zanetti (ITA) 30'
| Zespół     | Pkt | M | W | R | P | Br+ | Br- | +/- |
| ---------- | --- | - | - | - | - | --- | --- | --- |
| Włochy     | 7   | 2 | 2 | 1 | 0 | 6   | 2   | +4  |
| Hiszpania  | 6   | 3 | 2 | 0 | 1 | 7   | 4   | +3  |
| Portugalia | 4   | 3 | 1 | 1 | 1 | 9   | 7   | +2  |
| Czechy     | 0   | 3 | 0 | 0 | 3 | 4   | 13  | -9  |

## Grupa F
Brazylia
 Argentyna
 Ukraina
 USA
28 listopada  6 - 0  National Taiwan University
Falcão (BRA) 7', Indio (BRA) 14', Falcão (BRA) 21', Falcão (BRA) 24', Indio (BRA) 25', Ołeksandr Kosenko (UKR) 28' samobójczy
28 listopada  2 - 1  National Taiwan University
Diego Giustozzi (ARG) 5', Fernando Wilhelm (ARG) 20' karny, Johnny Torres (USA) 40'
29 listopada  2 - 1  National Taiwan University
Simi (BRA) 2', Simi (BRA) 6', Hernán Garcías (ARG) 17'
29 listopada  3 - 1  National Taiwan University
Serhij Sytin (UKR) 19', Johnny Torres (USA) 20', Serhij Sytin (UKR) 24', Witalij Nesteruk (UKR) 40'
1 grudnia  8 - 5  National Taiwan University
Falcão (BRA) 5', Fininho (BRA) 9', Manoel Tobias (BRA) 11', Steve Butcher (USA) 12', Falcão (BRA) 25', Pablo (BRA) 26', John Ball (USA) 32', Pat White (USA) 34', Schumacher (BRA) 37', Johnny Torres (USA) 38', Indio (BRA) 39', Jamar Beasley (USA) 39', Indio (BRA) 40'
1 grudnia  0 - 0  National Taiwan University
| Zespół    | Pkt | M | W | R | P | Br+ | Br- | +/- |
| --------- | --- | - | - | - | - | --- | --- | --- |
| Brazylia  | 9   | 3 | 3 | 0 | 0 | 16  | 6   | +10 |
| Argentyna | 4   | 3 | 1 | 1 | 1 | 3   | 3   | +0  |
| Ukraina   | 4   | 3 | 1 | 1 | 1 | 3   | 7   | -4  |
| USA       | 0   | 3 | 0 | 0 | 3 | 7   | 13  | -6  |

## Półfinały
3 grudnia  2 - 2 po dogr. karne 4 - 5  Tajpej / National Taiwan University
Andreu (ESP) 23', Pablo (BRA) 26', Marcelo (ESP) 35', Simi (BRA) 35'
3 grudnia  7 - 4  Tajpej / National Taiwan University
Vinicius Bacaro (ITA) 2', Fabiano (ITA) 9', Vinicius Bacaro (ITA) 12', Carlos Sánchez (ARG) 28', Andre Vicentini (ITA) 32', Marcelo Giménez (ARG) 34', Adriano Foglia (ITA) 34', Vinicius Bacaro (ITA) 35' karny, Fernando Wilhelm (ARG) 35' karny, Diego Giustozzi (ARG) 38' samobójczy, Marcelo Giménez (ARG) 40'

## Mecz o 3. miejsce
5 grudnia  7 - 4  Tajpej / National Taiwan University
Falcão (BRA) 1', Falcão (BRA) 6', Carlos Sánchez (ARG) 9', Falcão (BRA) 12', Schumacher (BRA) 17', Euler (BRA) 18', Indio (BRA) 19', Carlos Sánchez (ARG) 23', Diego Giustozzi (ARG) 29', Diego Giustozzi (ARG) 30', Schumacher (BRA) 36'

## Finał
| 5 grudnia 200416:00 Czas lokalny | Hiszpania              | 2:1(0:0) | Włochy             | National Taiwan University, Tajpej Widzów: 3 500 Sędzia: SCIANCALEPORE Juan Carlos (Argentyna) |
| 5 grudnia 200416:00 Czas lokalny | Kike 24' · Marcelo 30' | 2:1(0:0) | Sandro Zanetti 40' | National Taiwan University, Tajpej Widzów: 3 500 Sędzia: SCIANCALEPORE Juan Carlos (Argentyna) |

Składy:
 Hiszpania
1 Luis Amado (bramkarz),
2 Julio (kapitan),
5 Orol,
7 Javi Rodríguez,
14 Marcelo,
12 Rafa (bramkarz),
13 Paco Sedano (bramkarz),
3 Torras,
4 Fran Serrejón,
6 Pipe,
8 Kike,
9 Andreu,
10 Limones,
11 Alberto Cogorro,
Trener: Javier Lozano (ESP)
 Włochy
12 Alexandre Feller (bramkarz)
4 Montovaneli,
5 Salvatore Zaffiro (kapitan),
6 Edgar Bertoni,
13 Sandro Zanetti,
15 Marco Ripesi (bramkarz),
2 GRANA,
3 Pellegrini,
7 Vinicius Bacaro,
8 Andre Vicentini,
9 Fabiano,
10 Adriano Foglia,
11 Morgado,
14 Rodrigo Bertoni,
Trener: Alessandro Nuccorini (ITA)

## Najlepsi strzelcy
Falcão 13 goli
 Marcelo 9 goli
 Joel Queirós 7 goli
 Simi 7 goli
 Wael Abdel Mawla 6 goli

## Nagrody
Złota Piłka:  Falcão
Złoty But:  Falcão
Fair Play:  Brazylia